# Sdružení pohraničních obcí a měst okresu JH
Sdružení pohraničních obcí a měst okresu JH je právnická osoba v okresu Jindřichův Hradec, jeho sídlem jsou Slavonice a jeho cílem je řešení úkolů v oblasti školství, sociální péče, zdravotnictví a kultury a také čistota. Sdružuje celkem 23 obcí a byl založen v roce 1995.

## Obce sdružené v mikroregionu
- Majdalena
- Chlum u Třeboně
- Dešná
- Nová Ves nad Lužnicí
- České Velenice
- Člunek
- Staňkov
- Staré Město pod Landštejnem
- Číměř
- Nová Bystřice
- Stříbřec
- Lásenice
- Kunžak
- Slavonice
- Peč
- Písečné
- Cizkrajov
- Český Rudolec
- Horní Pěna
- Dolní Pěna
- Dolní Žďár
- Kačlehy
- Staré Hobzí